# Lloydie tardive
Gagea serotina
Espèce
La Lloydie tardive (Gagea serotina) est une espèce de plantes vivaces de la famille des Liliacées.